# Nünschweiler

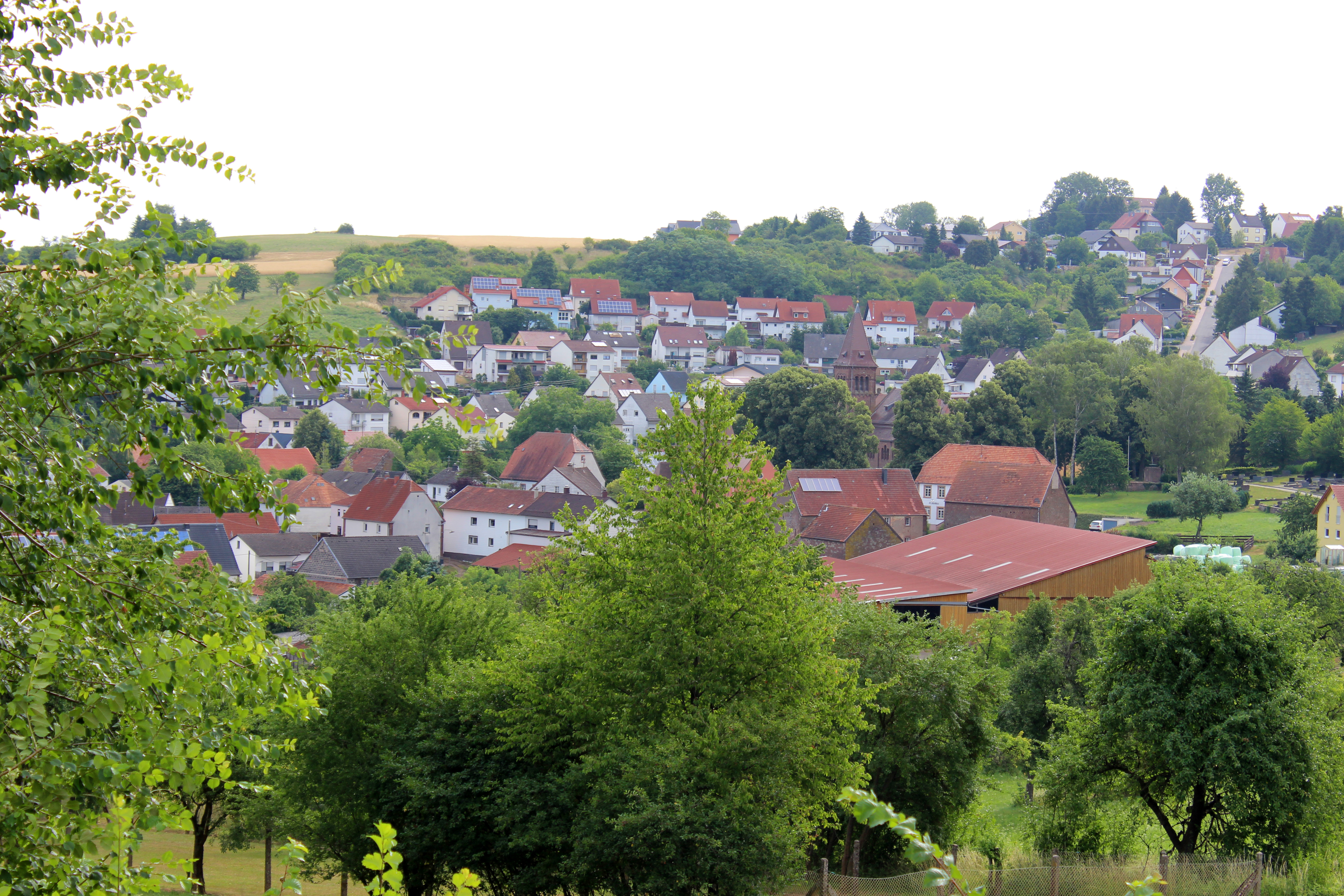
Ansicht von Nünschweiler

Nünschweiler ist eine Ortsgemeinde im Landkreis Südwestpfalz in Rheinland-Pfalz. Sie gehört der Verbandsgemeinde Thaleischweiler-Wallhalben an.

## Geographische Lage
Nünschweiler liegt im zum Zweibrücker Hügelland gehörenden Pirmasenser Hügelland zwischen den Ortschaften Rieschweiler-Mühlbach im Nordwesten, Dellfeld-Falkenbusch im Westen und Höheischweiler im Osten. Zu Nünschweiler gehören zusätzlich die Wohnplätze Bärenhütte, Bärenhütterhof, Dusenbrücken, Huberhof, Mittelscheiderhof und Morschelweiher. Im Süden des Gemeindegebiets fließt die Felsalb, die dort von links den Blümelsbach aufnimmt. Durch den Norden der Gemarkung verläuft der Aschbach.

## Geschichte
Bis Ende des 18. Jahrhunderts gehörte der Ort zu Pfalz-Zweibrücken.
Von 1798 bis 1814, als die Pfalz Teil der Französischen Republik (bis 1804) und anschließend Teil des Napoleonischen Kaiserreichs war, war Ninschweiler und Dusenbrücken – so die damalige Bezeichnung in den Kanton Pirmasens eingegliedert und bildete eine eigene Mairie. Nach dem Ende der napoleonischen Herrschaft wurde der Ort 1815 zunächst Österreich zugeschlagen. Ein Jahr später kam Nünschweiler zum bayerischen Rheinkreis. Von 1818 bis 1862 gehörte „Nünschweiler und Dusenbrücken“ dem Landkommissariat Pirmasens an; aus diesem ging das Bezirksamt Pirmasens  hervor. Die Region war nach dem Ersten Weltkrieg bis 1930 erneut französisch besetzt.
1939 wurde der Ort in den Landkreis Pirmasens (ab 1997 Landkreis Südwestpfalz) eingegliedert. Nach dem Zweiten Weltkrieg wurde die Gemeinde innerhalb der französischen Besatzungszone Teil des damals neu gebildeten Landes Rheinland-Pfalz. Im Zuge der ersten rheinland-pfälzischen Verwaltungsreform wurde die Gemeinde 1972 der neugeschaffenen Verbandsgemeinde Thaleischweiler-Fröschen zugeordnet. Seit 2014 gehört sie zur Verbandsgemeinde Thaleischweiler-Wallhalben.

## Politik

### Gemeinderat
Der Gemeinderat in Nünschweiler besteht aus zwölf Ratsmitgliedern, die bei der Kommunalwahl am 9. Juni 2024 in einer personalisierten Verhältniswahl gewählt wurden, und dem ehrenamtlichen Ortsbürgermeister als Vorsitzendem.
Die Sitzverteilung im Gemeinderat:
| Wahl | SPD | CDU | FWG | Gesamt   |
| ---- | --- | --- | --- | -------- |
| 2024 | 3   | 5   | 4   | 12 Sitze |
| 2019 | 4   | 5   | 3   | 12 Sitze |
| 2014 | 5   | 4   | 3   | 12 Sitze |
| 2009 | 6   | 3   | 3   | 12 Sitze |
| 2004 | 4   | 5   | 3   | 12 Sitze |

- FWG = Freie Wählergemeinschaft Verbandsgemeinde Thaleischweiler-Fröschen e. V., Ortsverband Nünschweiler

### Bürgermeister
Jürgen Beil (CDU) wurde am 18. Juli 2019 Ortsbürgermeister von Nünschweiler. Bei der Direktwahl am 26. Mai 2019 konnte er sich mit einem Stimmenanteil von 76,94 % gegen seinen Amtsvorgänger Horst Wonka (SPD) durchsetzen, der das Amt 15 Jahre ausgeübt hatte. Bei der Direktwahl am 9. Juni 2024 wurde Beil als einziger Bewerber mit 87,9 % für weitere fünf Jahre in seinem Amt bestätigt.

### Wappen
| Wappen von Nünschweiler | Blasonierung: „In Gold ein blaubewehrter und -bezungter roter Löwe.“ |
| Wappen von Nünschweiler | Wappenbegründung: Die Gestaltung des Wappens beruht auf einem Missverständnis. Es nimmt Bezug auf ein Gerichtssiegel aus dem Jahr 1758. Wie man heute weiß, war es aber offenbar kein Ortssiegel, sondern das Privatsiegel eines Beamten von Pfalz-Zweibrücken. Es wurde 1930 vom Bayerischen Innenministerium verliehen. |

## Kultur und Sehenswürdigkeiten

### Kulturdenkmäler

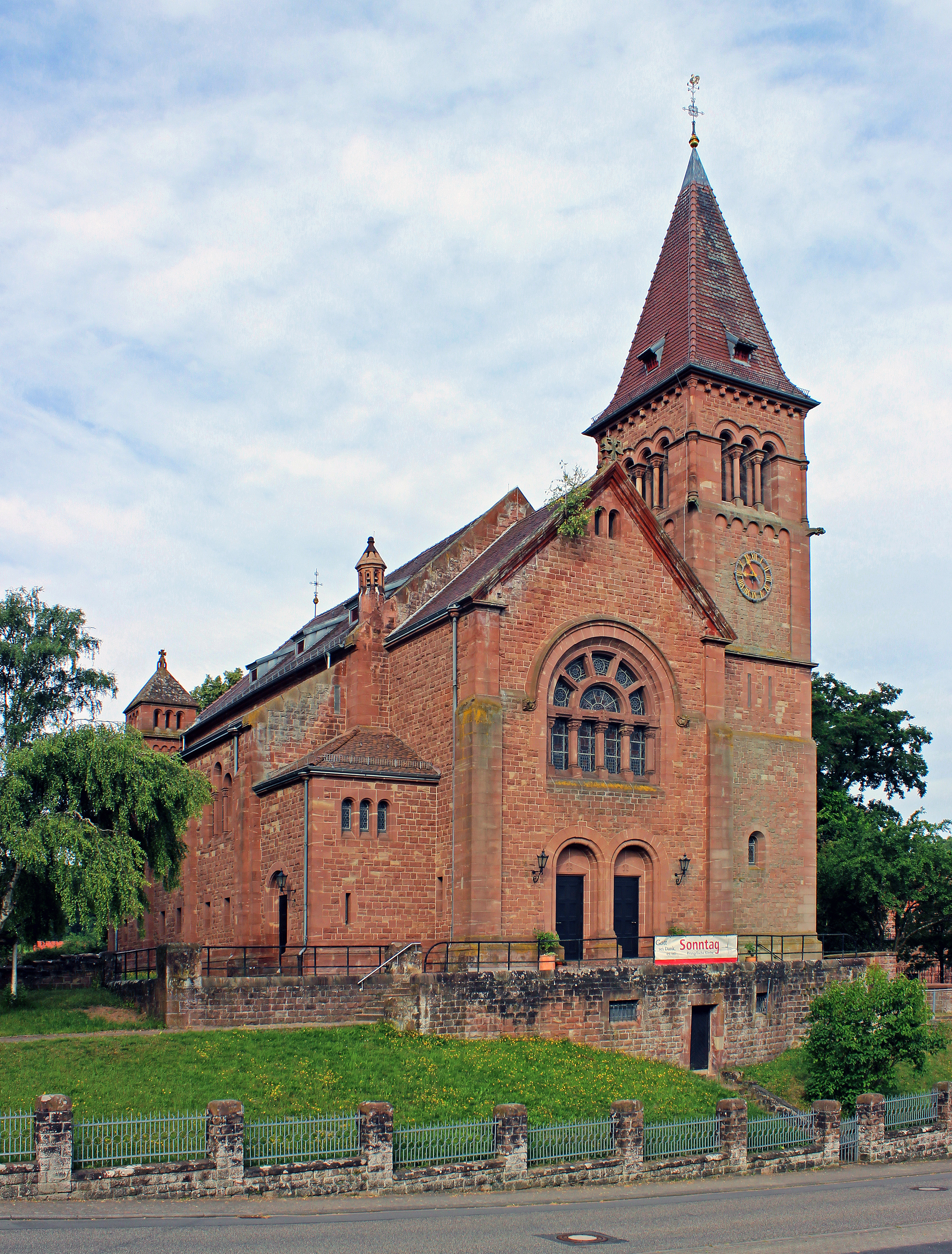
Protestantische Kirche

Vor Ort befinden sich insgesamt elf Objekte, die unter Denkmalschutz stehen, darunter die protestantische Kirche; sie wurde im Zeitraum von 1906 bis 1908 nach Plänen von Karl Doflein erbaut. Die frühere Pfarrkirche der katholischen Kirchengemeinde verfügt über einen Turm aus dem Jahr 1054. Mit seinen einen Meter dicken Wänden ist er originalgetreu erhalten.

### Natur
Einziges Naturdenkmal vor Ort ist die Dorfkastanie, die sich im Ortskern befindet. Zudem erstreckt sich das Naturschutzgebiet Weihertalkopf teilweise über das Gemeindegebiet.

## Wirtschaft und Infrastruktur

### Verkehr
An Nünschweiler führt die Landesstraße 471 vorbei. Durch die Ortsmitte verläuft die Kreisstraße 10. Durch den Ortsteil Bärenhütte führte früher die stark befahrene Bundesstraße 10. Über die nahegelegene A 8 besteht ein direkter Anschluss an den Fernverkehr.

### Militär
Vor Ort waren das zur Heimatschutzbrigade 54 gehörende Feldersatzbataillon 547 stationiert. Die von 1982 bis 1993 bestehende Heimatschutzbrigade 64 hatte ihren Stabssitz anfangs in Nünschweiler.

### Tourismus
Durch den Süden des Gemeindegebiets führt der mit einem rot-weißen Balken gekennzeichnete Höcherbergweg.

## Persönlichkeiten

### Söhne und Töchter der Gemeinde
- Philipp Schneider (1832–1897), Landwirt und Politiker (NLP)
- Willi Bißbort (1910–1990), Politiker (FDP)

### Personen, die vor Ort gewirkt haben
- Philipp Casimir Heintz (1771–1835), war von 1792 bis 1800 vor Ort Pfarrvikar.